# Archibald Lampman
Archibald Lampman (ur. 17 listopada 1861 w Morpeth w Ontario, zm. 10 lutego 1899 w Ottawie) – kanadyjski poeta anglojęzyczny.
Jego rodzicami byli Archibald Lampman senior i Susannah Charlotte Gesner. Studiował w Trinity College w Toronto, przez krótki czas był nauczycielem, a później pracował w urzędzie pocztowym. Współpracował z poetami Duncanem Campbellem Scottem i Williamem Wilfredem Campbellem. Pod wpływem angielskich romantyków pisał głównie sonety ukazujące piękno rodzinnego krajobrazu (zbiory Among the Millet 1888, Lyrics of Earth 1895), poza tym poematy epickie.
William Wilfred Campbell napisał elegię na jego cześć. Duncan Campbell Scott wydał jego liryki w tomach The Poems of Archibald Lampman (1900) i Lyrics of Earth: Poems and Ballads (1925). Tom At the Long Sault, and Other New Poems ukazał się w 1943.